# لیسا (موسیقی‌دان ژاپنی، زاده ۱۹۸۷)
ریسا اوربیه (به ژاپنی: 織部 里沙) (زاده ۲۴ ژوئن ۱۹۸۷) که با نام هنری لیسا (به انگلیسی: LiSA) شناخته می‌شود، خواننده و ترانه‌سرا ژاپنی است.
او پس از آرزوی تبدیل شدن به یک موسیقیدان در اوایل زندگی، حرفه موسیقی خود را به عنوان خواننده گروه مستقل Chucky آغاز کرد. پس از انحلال گروه Chucky در سال ۲۰۰۸، لیسا برای ادامه کار مستقل خود به توکیو رفت و به عنوان یکی از خوانندگان، اولین ترانه خود را برای مجموعه تلویزیونی انیمه انجل بیتز! در سال ۲۰۱۰ انجام داد. در آوریل ۲۰۱۱، وی با انتشار مینی آلبوم Letters to U اولین اجرا هنری انفرادی خود را انجام داد.
ترانه‌های لیسا به عنوان موسیقی اصلی انیمه‌های مختلف مانند فیت/زیرو، سورت آرت آنلاین و شیطان کش: کیمتسو نو یائیبا (ترانه گورنگه) منتشر شده‌است. تک آهنگ‌های او مرتباً در ده جدول برتر جدول هفتگی قرار گرفته‌اند، به طوری که ترانه "Crossing Field" از طرف انجمن صنعت ضبط ژاپن دارای نشان پلاتین و ترانه "Oath Sign" دارای نشان طلا است. او در سال ۲۰۱۴ و ۲۰۱۵ در نیپون بودوکان نیز اجرا داشت. در سال ۲۰۱۵، او اولین بازیگری خود را در نقش مژه نلسون در دوبله ژاپنی فیلم پویانمایی مینیون‌ها انجام داد.
او در سال 2023 یک آهنگ با گروه کره‌ای استری‌کیدز به نام (Social Path) همکاری کرده است.